# Francis Honeycutt
Francis Webster Honeycutt (Illa d'Alcatraz, San Francisco, Califòrnia, 16 de maig de 1883 - Woodbine, Geòrgia, 21 de setembre de 1940) va ser un tirador d'esgrima estatunidenc que va competir a començament del segle xx.
El 1920 va prendre part en els Jocs Olímpics d'Anvers, on va disputar dues proves del programa d'esgrima. Guanyà la medalla de bronze en la competició de floret per equips, mentre en la prova individual quedà eliminat en sèries.
Honeycutt es va graduar a l'Acadèmia Militar dels Estats Units el 1904. Abans de morir, Honeycutt havia ascendit fins al rang de General de Brigada.